# Samsi-Addu
Samsî-Addu (forme akkadienne : Shamshî-Adad), roi d'Ekallâtum, fondateur du royaume de Haute-Mésopotamie (c. 1815-1775 av. J.-C.), qui étend sa domination sur Mari et Assur, entre autres. Son nom signifie « Addu (le dieu de l'Orage) est mon soleil ».

## Biographie
Fils d'Ila-Kabkabu (en), il est originaire d'une dynastie amorrite, apparentée à celle de Babylone, ce qui explique que ces deux familles sont toujours restées alliées. Il est peut-être frère d'Aminum.
Le début de son règne est difficile : il est défait par Naram-Sin d'Eshnunna (de) qui le chasse d'Ekallâtum et le force à se réfugier à Babylone, chez le roi Sîn-Muballit. À la mort de Naram-Sin vers 1810, Eshnunna se retire et Samsî-Addu peut remonter sur le trône d'Ekallâtum. Il entreprend dès lors une série de conquêtes qui lui permettent peu à peu de dominer le Triangle du Khabour. Il s'empare notamment de la ville d'Assur, dont il se proclame roi. Il fait rédiger une liste dynastique assyrienne dans laquelle il inclut ses propres ancêtres dans la liste des rois d'Assur pour légitimer son usurpation, ce qui fait qu'il a été considéré à tort comme un roi assyrien, ce qu'il n'a jamais été. Après quelques déboires, Samsî-Addu réussit à prendre la ville de Mari en 1794. Il s'assure ainsi la domination de toute la Haute Mésopotamie : son royaume est de ce fait appelé par les historiens Royaume de Haute-Mésopotamie.
Pour mieux contrôler son royaume, qui est le plus vaste de son temps, il s'établit dans la ville de Tell Leilan (Shekhna), qu'il renomme Shubat-Enlil, et place ses deux fils Išme-Dagan Ier et Yasmah-Addu sur le trône d'Ekallâtum et de Mari. À partir de ce moment, Samsî-Addu choisit de stabiliser son royaume : il s'allie avec Ishkhi-Addu (de) de Qatna face à son grand ennemi, Sumu-epukh d'Alep, et aussi avec Dadusha (en) d'Eshnunna. Son royaume faiblit peu à peu après 1780, notamment sous l'effet de révoltes des anciens rois chassés par Samsî-Addu et soutenus par le roi d'Alep, mais aussi après une épidémie meurtrière qui frappe le pays de Mari. Samsi-Addu meurt en 1775, et son royaume s'effondre alors avec lui : Yasmah-Addu disparaît lorsque Zimrî-Lîm s'empare de Mari, et seul Ishme-Dagan réussit à se maintenir avec difficulté sur le trône d'Ekallâtum.